# Kieselbronn
Kieselbronn è un comune tedesco di 2 960 abitanti, situato nel land del Baden-Württemberg.